# Старбак (Минесота)
Старбак (енгл. Starbuck) град је у америчкој савезној држави Минесота.

## Демографија
По попису из 2010. године број становника је 1.302, што је 12 (-0,9%) становника мање него 2000. године.
| Група             | 2000.         | 2010.         |
| Белци             | 1.299 (98,9%) | 1.264 (97,1%) |
| Афроамериканци    | 0 (0,0%)      | 4 (0,3%)      |
| Азијати           | 0 (0,0%)      | 0 (0,0%)      |
| Хиспаноамериканци | 6 (0,5%)      | 17 (1,3%)     |
| Укупно            | 1.314         | 1.302         |